# Alalcomenia
Alalcomenia (en grec antic: Ἀλαλκομενία) era un personatge de la mitologia grega, una de les tres filles del rei Ògig de Beòcia, un fill de Posidó. Ella i les seves germanes Àulida i Telquínia eren considerades sers sobrenaturals que vetllaven per la sinceritat en els juraments i miraven de que no es fessin de forma precipitada.
Tenien les tres un nom col·lectiu, Πραξιδίκαι ('Praxídiques'), i se les adorava en un temple comú als peus de la muntanya anomenada Telfusa, a Beòcia. Aquestes divinitats només es representaven amb la figura dels seus caps, i no se'ls sacrificaven ni animals ni les seves parts, excepte els caps segons diu Pausànias.